# Apol·linar d'Alexandria
Apol·linar d'Alexandria (grec antic: Απολλινάριος) va ser patriarca d'Alexandria per l'Església ortodoxa Grega de l'any 551 al 569.
Era el comandant de la ciutat, i va ser nomenat patriarca per Justinià I. Va exercir la seva autoritat amb crueltat, i es va enfrontar amb l'Església Copta, que es va girar contra ell. L'any 553 va participar en el Cinquè Concili Ecumènic.
Va succeir el patriarca Zoile i fou succeït pel patriarca Joan IV.